# Temnothorax jingzhe
Temnothorax jingzhe (лат.) — вид мелких муравьёв рода Temnothorax из подсемейства мирмицины (Formicidae). Встречается в Китае.

## Этимология
Видовое название T. jingzhe происходит от слова «Jingzhe» (驚蟄, «цзинчжэ», «пробуждение насекомых»), обозначающего один из 24 сроков (знаков зодиака) традиционного Китайского солнечного календаря (знак Рыбы, с 6 марта).

## Распространение
Китай: провинция Юньнань.

## Описание
Мелкие муравьи (около 3 мм), основная окраска тела коричневато-чёрная. Новый вид сходен с T. mangzhong, но отличается от него отсутствием пунктированной скульптуры между продольными бороздками на центральной области, более остро отогнутым заднебоковым углом проподеума, относительно более коротким петиолярным узлом с узко закруглённым дорсумом и чёрным цветом тела; у T. mangzhong дорсум головы густо пунктирован между продольными бороздками на центральной области, постеродорсальный угол проподеума прямо отогнут, петиолярный узел относительно длиннее с широко округлым дорсумом, цвет тела красновато-коричневый, голова и брюшко чёрные. Новый вид также сходен с T. congruus, но отличается тем, что у нового вида дорсум мезонотума и проподеума прямой при виде сбоку, петиолярный узел почти симметричный и прямой, дорсум головы мелко продольно морщинистый, цвет тела чёрный; у T. congruus дорсум мезонотума и проподеума слабо выпуклый при виде сбоку, петиолярный узел асимметричный и наклонён вперёд, дорсум головы крупно продольно морщинистый, цвет тела черновато-коричневый. Заднегрудь угловатая, с короткими проподеальными шипиками. Грудь и голова сверху с морщинками, профиль ровный, без промезонотального и метанотального шва. Брюшко гладкое и блестящее. Усики 12-члениковые. Вид был впервые описан в 2024 году китайскими мирмекологами Yu-Han Qian и Zheng-Hui Xu (Southwest Forestry University, Куньмин, Юньнань) по типовым материалам из Китая.

### Комментарии
1. ↑  В западном календаре это соответствует второй половине зодиакального знака Рыбы (с 6 марта), а в переводе означает «пробуждение насекомых». Первой половине соответствует yushui и назван вид Temnothorax yushui .